# The Lighthouse (Glasgow)

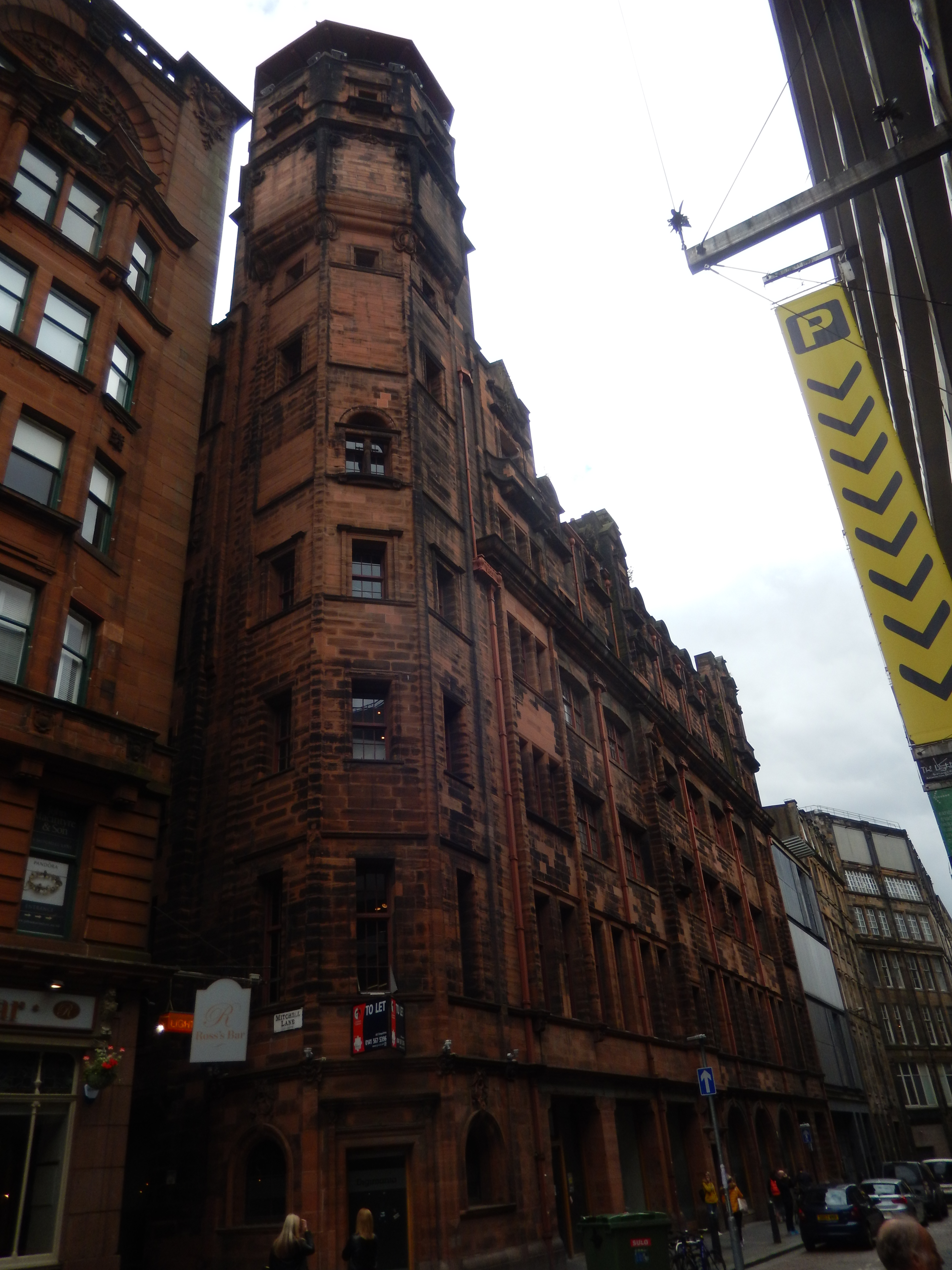
The Lighthouse

The Lighthouse, auch Glasgow Herald Building, ist ein Geschäftsgebäude und Museum in der schottischen Stadt Glasgow. 1970 wurde der Jugendstilbau als Einzeldenkmal in die schottischen Denkmallisten in der höchsten Denkmalkategorie A aufgenommen.

## Geschichte

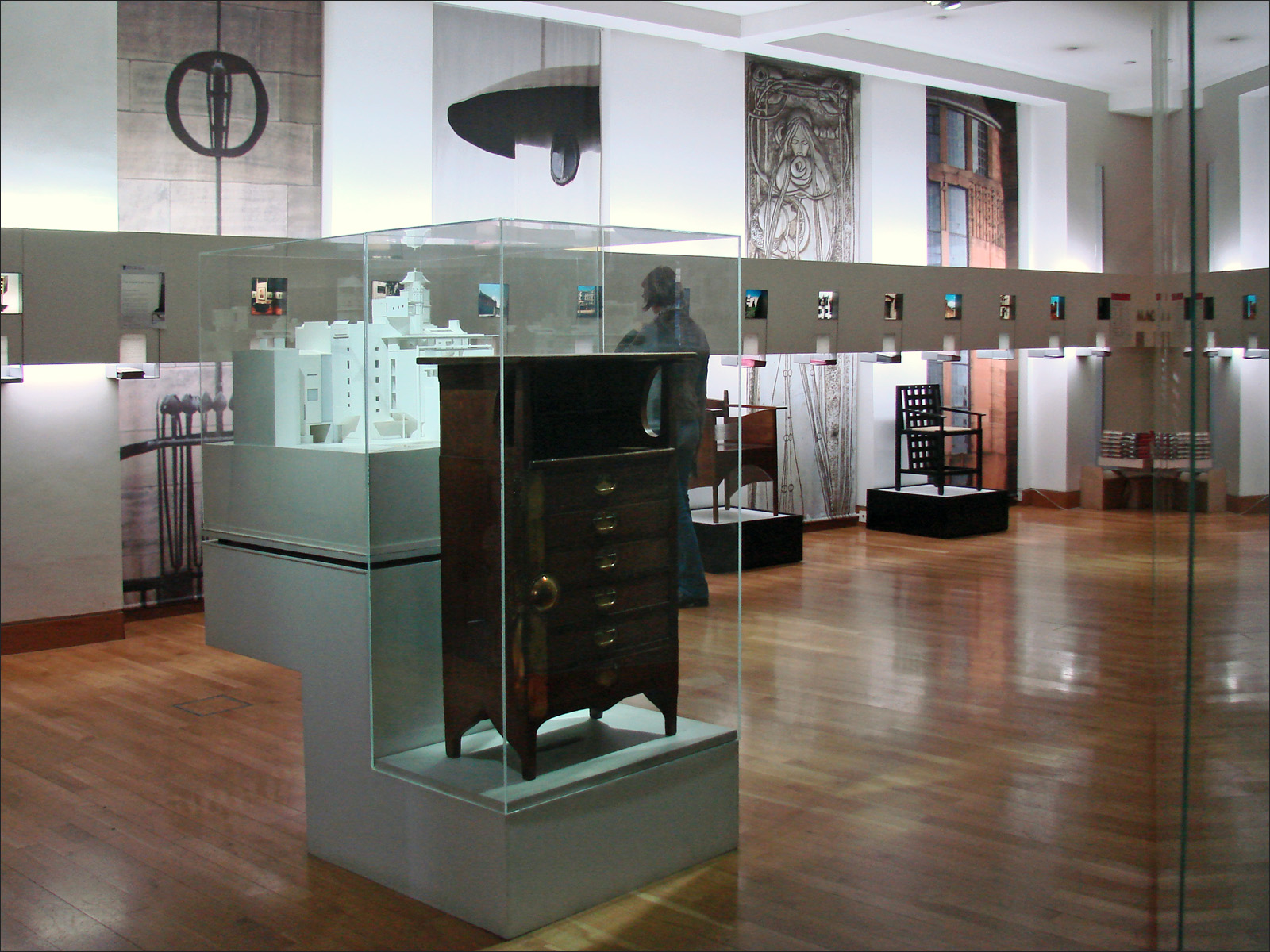
Museumsbereich

Das Verlagshaus des Glasgow Herald residierte an der rückwärtig verlaufenden Buchanan Street. Durch eine Erweiterung zwischen 1893 und 1895 entstand das heutige Gebäude. An der Planung war der schottische Architekt Charles Rennie Mackintosh beteiligt, der auch für zwei Überarbeitungen vor 1913 verantwortlich zeichnet. Weitere Überarbeitungen wurden 1918, 1929 und 1937 vorgenommen.
1998 wurde das Gebäude als Prestigeprojekt des Glasgow’s Year of Architecture and Design 1999 restauriert. Es beherbergt seitdem unter dem Namen „The Lighthouse“ das National Centre for Architecture and Design sowie ein museale Ausstellung zum Wirken Charles Rennie Mackintoshs. Verschiedene kulturelle Organisationen, darunter das Scottish Arts Council sowie die Förderung der National Lottery, stellten für die Entwicklung Mittel in einer Höhe von insgesamt 12,5 Millionen £ bereit. Der Ausbau des Obergeschosses zu einem Nullenergiebereich wurde durch den Glasgower Stadtrat und die Europäische Union gefördert.

## Gruppenausstellungen
- Island, Eight Houses for the Isle of Harris mit Arbeiten von Raphael Zuber, Pascal Flammer, Angela Deuber, Johannes Norlander, Christ & Gantenbein, Neil Gillespie und Raumbureau (kuratiert von Samuel Penn und Penny Lewis), 2015[4]